# L3/33
Xe tăng siêu nhẹ CV-33 là một loại xe tăng siêu nhẹ của Ý được dùng trong Thế chiến II.Nó được trang bị 1 khẩu súng máy 6.5mm để hỗ trợ bộ binh.